# 1100 Avenue of the Americas
1100 Avenue of the Americas, går även under namnen HBO Building och Bryant Park Arcade Building, är ett höghus som ligger vid Bryant Park(en) utmed gatan Avenue of the Americas/Sixth Avenue på Manhattan i New York, New York i USA.
Byggnaden uppfördes 1906 som en fastighet för kontorsverksamhet. Den har 38 våningar.